# 迪皮盖姆
迪皮盖姆（法語：Duppigheim，法語發音：[dypiɡaim] ⓘ）是法国下莱茵省的一个市镇，属于莫尔塞姆区。

## 地理
迪皮盖姆（48°31'43"N, 7°35'37"E）面积7.38 平方千米，位于法国大東部大區下莱茵省，该省份为法国大陆部分最东部的省份，是阿尔萨斯的一部分，今与上莱茵省组成了阿尔萨斯欧洲集体，其南至上莱茵省，西南接孚日省和默尔特-摩泽尔省，西接摩泽尔省，北与德国接壤。
与迪皮盖姆接壤的市镇（或旧市镇、城区）包括：布莱赛姆、迪特勒奈姆、恩赛姆、埃尔诺尔桑布吕克、昂让比耶唐、科尔布桑。
迪皮盖姆的时区为UTC+01:00、UTC+02:00（夏令时）。

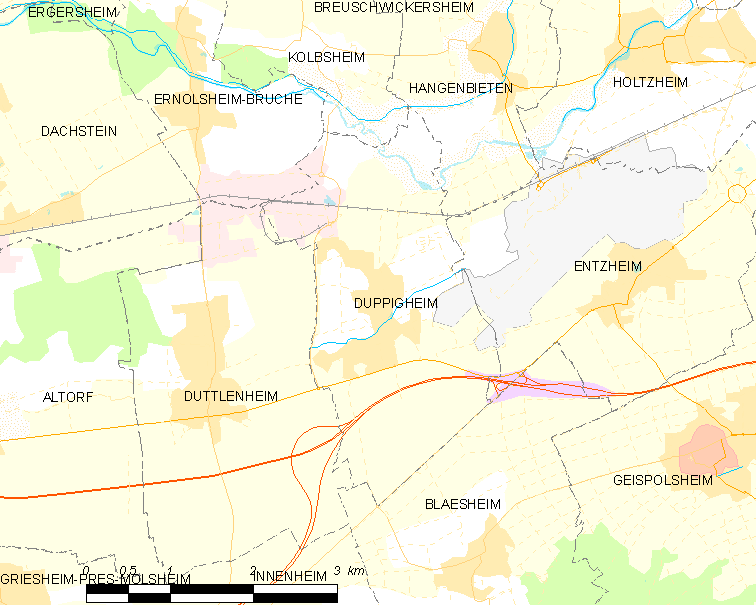
迪皮盖姆的OSM定位图

## 行政
迪皮盖姆的邮政编码为67120，INSEE市镇编码为67108。

## 政治
迪皮盖姆所属的省级选区为莫尔塞姆县。

## 人口

1962-2008年间迪皮盖姆人口变化图示

迪皮盖姆于2022年1月1日时的人口数量为1873人。